# Francisco Javier Moll de Miguel
Francisco Javier Moll de Miguel (Saragossa, 8 de maig de 1950) és un empresari i editor espanyol.

## Biografia
És fill de Sebastián Moll Carbó i de María del Carmen de Miguel Mayoral, i germà de la política i empresària Mercedes Moll de Miguel, diputada per Unió de Centre Democràtic en la legislatura 1977-1979. Està casat amb María Aránzazu Sarasola Ormazábal, vicepresidenta de Prensa Ibérica.
Llicenciat en Dret, va començar la seva carrera en les finances, treballant al Banco Atlántico i a la Banca Garriga Nogués, i va ser conseller del Banco de las Islas Canarias. El 1978 va fundar Editorial Prensa Canaria, pilar de Prensa Ibérica, constituïda el 1984 i en la qual s'han integrat capçaleres històriques, com La Nueva España, Información, Levante-EMV i el Faro de Vigo. El 2019 el grup Prensa Ibérica va signar la compra del Grupo Zeta.
A més, presideix la Corporación Médica Corachán i és conseller de la immobiliària LAIMO. Entre 2014 i 2016 va presidir l'Institut de l'Empresa Familiar. El 2017 va ser designat per presidir l'Associació de Mitjans d'Informació.
El 2018 Moll va ser guardonat amb el premi de l'Associació de l'Empresa Familiar d'Alacant. El diari El Mundo ha inclòs Moll en la llista dels "200 més rics d'Espanya el 2019".
L'any 2025 va rebre la Creu de Sant Jordi atorgada per la Generalitat de Catalunya com a reconeixement a la seva tasca.